# Illyricum Sacrum

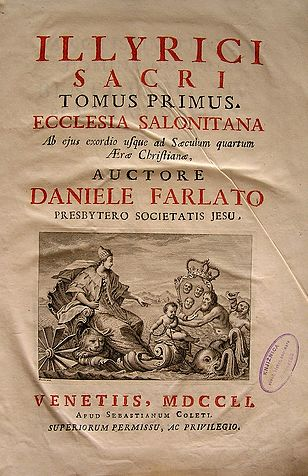
Copertina del primo volume

L'Illyricum Sacrum è un'opera enciclopedica che tratta della storia cristiana dell'Illiria.
Il primo volume è datato 1751, l'ultimo 1819. I primi sette volumi sono stati scritti da Daniele Farlati, gli ultimi due da Jacopo Coleti.
L'Illyricum Sacrum contiene cartografie ed illustrazioni preziose perché uniche per l'epoca della sua realizzazione.  Secondo lo storico Aleksandar Stipčević, questa opera è di importanza capitale per la storia europea.
L'opera è suddivisa in otto volumi, per un totale di 5500 pagine.

## Titoli dei volumi
- Tomo 1 - Ecclesia Salonitana, ab ejus exordio usque ad saeculum quastum aerae Christianae. (1751)
- Tomo 2 - Ecclesia Salonitana, a quarto saeculo aerae Christianae usque ad excidium Salonae. (1753)
- Tomo 3 - Ecclesia Spalatensis olim Salonitana. (1765)
- Tomo 4 - Ecclesiae suffraganeae metropolis Spalatensis. (1769)
- Tomo 5 - Ecclesia Jadertina cum suffraganeis, et ecclesia Zagabriensis. (1775)
- Tomo 6 - Ecclesia Ragusina cum suffraganeis, et ecclesia Rhiziniensis et Catharensis. (con Jacopo Coleti - 1800)
- Tomo 7 - Ecclesia Diocletana, Antibarensis, Dyrrhachiensis, et Sirmiensis cum earum suffraganeis. (con Jacopo Coleti - 1817)
- Tomo 8 - Ecclesiae Scopiensis, Sardicensis, Marcianopolitana, Schridensis et Ternobensis cum earum suffraganeis. (Jacopo Coleti - 1819)